# Haus des Meeres
Haus des Meeres (česky Dům moře) je veřejné akvárium v 6. obvodu Mariahilf rakouského hlavního města Vídně. Akvárium se nachází v bývalé dělostřelecké věži postavené během druhé světové války. Ve dvanácti patrech je umístěna řada expozic akvárií a terárií, včetně napodobeniny džungle a proskleného tunelu se žraloky a mořskými rybami. Akvárium bylo založeno v roce 1957. Na její střeše se nachází kavárna s výhledem na Vídeň.